# WASP-14b
WASP-14b es un planeta extrasolar que orbita la estrella WASP-14, estrella de magnitud aparente 9.9, clase tipo espectral F5 y que posee una temperatura en su fotósfera de 6400 K. Se encuentra a unos 570 años luz de distancia.
Su radio y masa indican que posiblemente se trate de un gigante gaseoso, con una composición similar a Júpiter, aunque por su cercanía con su estrella (un 3% de la distancia de la Tierra al Sol), se clasificaría como un Júpiter caliente.
Su ascensión recta y declinación no han sido informados.